# Esteve Canal
Esteve Canal (Tuïr, 1845 - Perpinyà, 1943) va ser un escriptor del Rosselló que es va guanyar el reconeixement com a poeta i narrador. Sovint utilitzava els pseudònims Esteve Fi i Estevenot per signar les seves obres. La seva producció incloïa poemes, relats breus i monòlegs que van aparèixer en diverses publicacions locals, com Journal Illustré des Pyrénées-Orientales i La Veu del Canigó. A més, va tenir un paper actiu en la dinamització de grups de cultura popular i tradicions de la seva terra natal.